# II distrito de París
El II distrito de París (2.° distrito de París), también conocido como el distrito de la Bolsa, es el más pequeño de los veinte distritos de los que se compone la capital francesa. Situado en la orilla derecha del río Sena, alberga los antiguos edificios de la Bolsa y de la Biblioteca Nacional.

## Administración

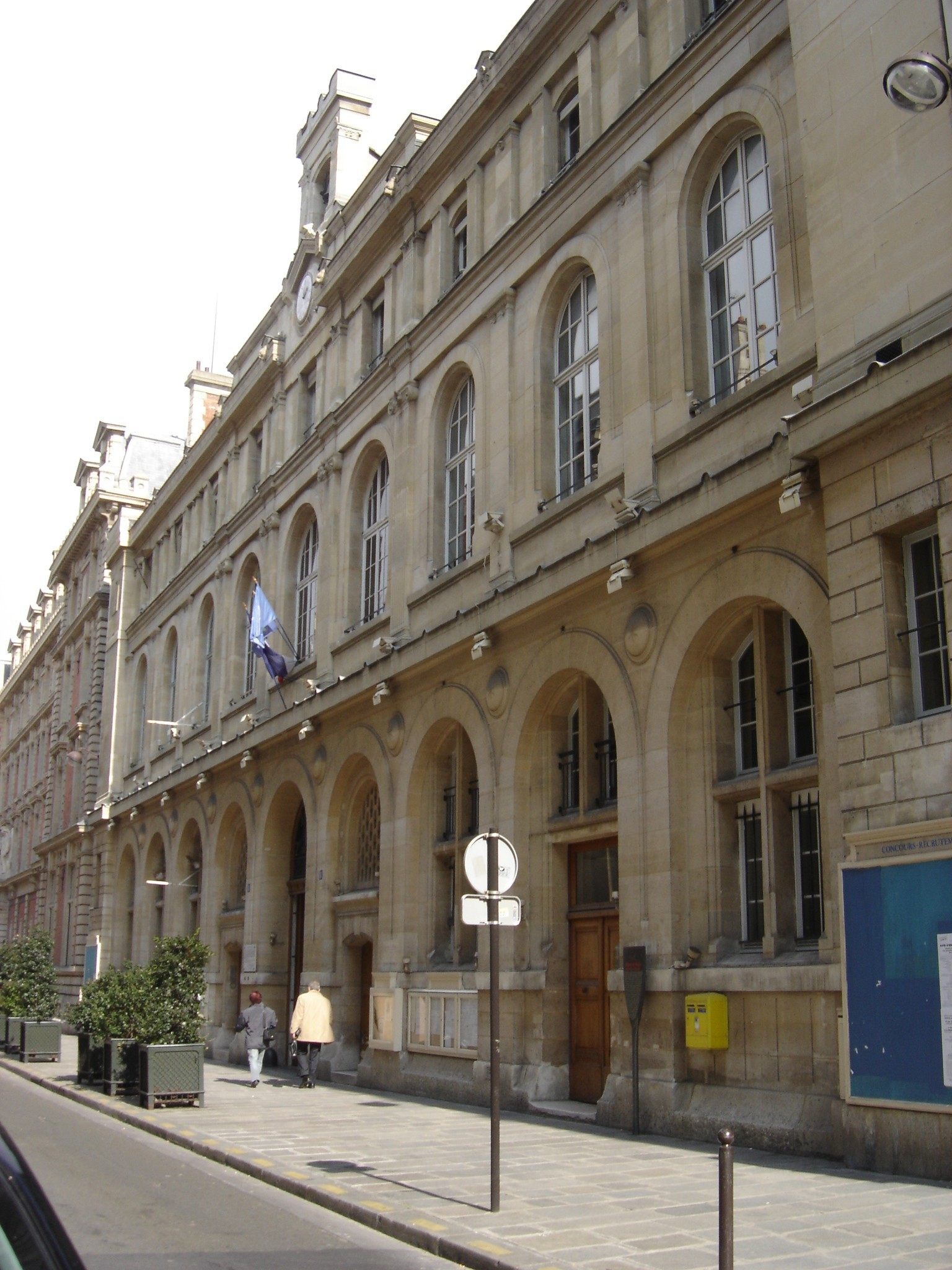
Alcaldía del II Distrito.

El distrito está dividido en cuatro barrios:
- Barrio Gaillon
- Barrio Vivienne
- Barrio del Mail
- Barrio de Bonne-Nouvelle

Su alcalde desde el año 2001 es Jacques Boutault (Los Verdes). Fue reelegido en 2008 y 2014 por seis años respectivamente.

## Demografía
El distrito contaba en el último censo de 1999 con 19 585 habitantes sobre una superficie de 99 hectáreas, lo que representa una densidad de 19 743 hab/km².
| Año (censo nacional)     | Población | Densidad (hab. por km²) |
| ------------------------ | --------- | ----------------------- |
| 1861 (pico de población) | 81 609    | 82 267                  |
| 1872                     | 73 578    | 74 321                  |
| 1936                     | 41 780    |                         |
| 1954                     | 43 857    | 44 300                  |
| 1962                     | 40 864    | 41 194                  |
| 1968                     | 35 357    | 35 642                  |
| 1975                     | 26 328    | 26 540                  |
| 1982                     | 21 203    | 21 374                  |
| 1990                     | 20 738    | 20 905                  |
| 1999                     | 19 585    | 19 743                  |

## Lugares de interés
- Monumentos:
  - Palacio de la Bolsa de París

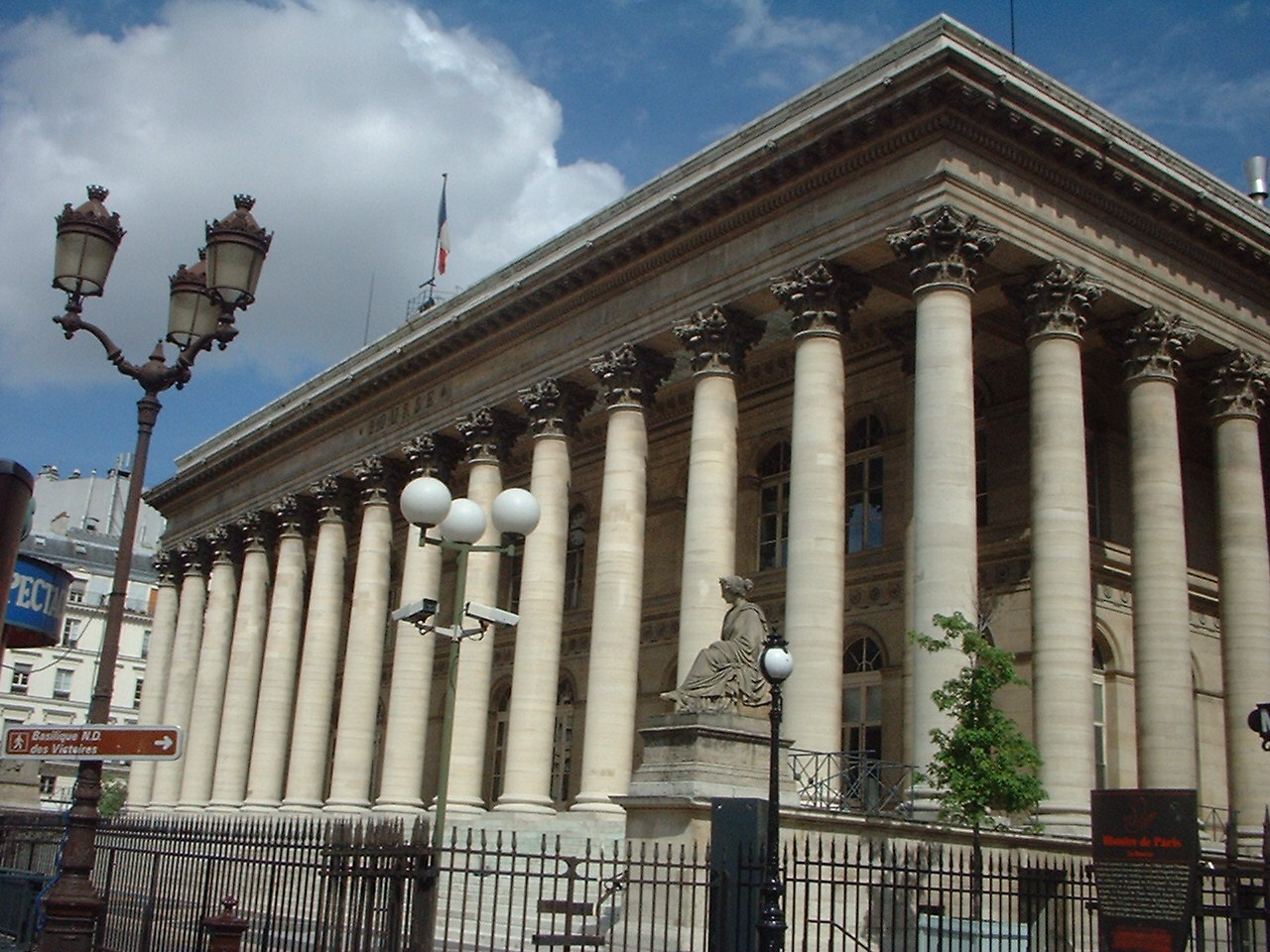
Antigua sede de la Bolsa.

  - Basílica Notre-Dame-des-Victoires

- Salas de espectáculos:
  - Teatro Nacional de la Opéra-Comique

## Principales calles
- Bulevar de las Capuchinas
- Bulevar de los Italianos
- Boulevard de Sébastopol
- Calle del Louvre
- Calle Richelieu
- Calle Montmartre
- Calle Réaumur
- Avenida de la Ópera

## Transporte

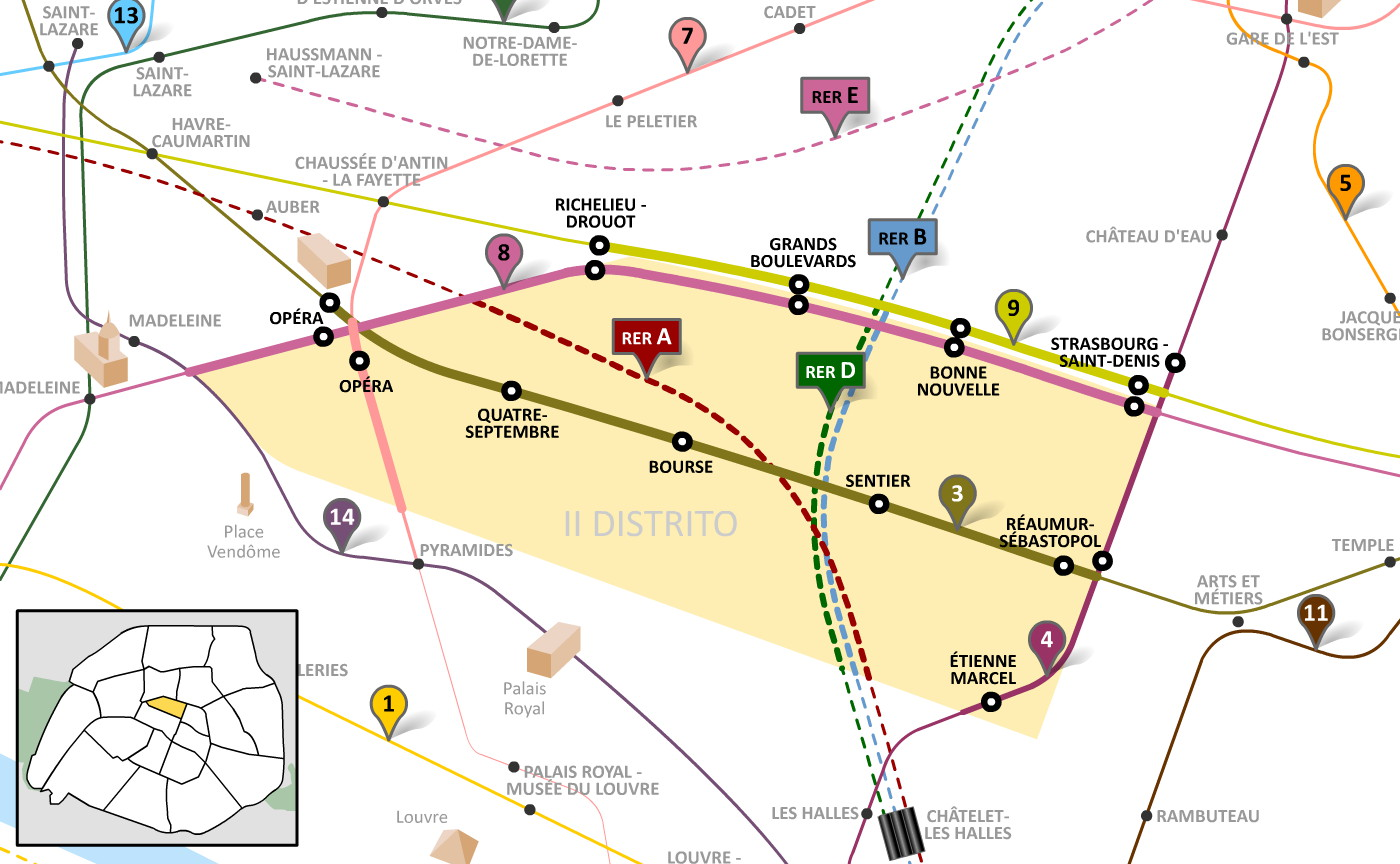
Estaciones de metro en el II Distrito.

Hay cuatro líneas de metro que tienen estaciones en el II distrito. No hay estaciones del tren RER, pese a que tres de sus líneas pasan por el distrito.
- (estaciones Réaumur - Sébastopol, Sentier, Bourse, Quatre-Septembre y Opéra)
- (Strasbourg - Saint-Denis, Réaumur - Sébastopol y Étienne Marcel)
- (Opéra, Richelieu - Drouot, Grands Boulevards, Bonne Nouvelle y Strasbourg - Saint-Denis)
- (Richelieu - Drouot, Grands Boulevards, Bonne Nouvelle y Strasbourg - Saint-Denis)